# Slaget vid Trautenau
Slaget vid Trautenau ägde rum den 27 juni 1866 nordväst om Náchod under tyska enhetskriget mellan Österrike och Preussen.
Trautenau eller Trutnov ligger vid norra stranden av floden Aupa på västra sluttningen av Schlesiska bergen. Den 26 juni anlände den österrikiska fältmarskalklöjtnant Ludwig Karl Wilhelm von Gablenz 24 000 man till Jaromirz. Därifrån sände han en förtrupp mot Trautenau. Huvudstyrkan anlände senare och placerade sig på tre kullar i söder om orten. Preussarnas förtrupp etablerade sig i öster.
Planen var att säkra Trautenau och därifrån avancera mot Pilnikau för att etablera kontakt med andra preussiska trupper. Befälhavaren var Adolf von Bonin. Han hade emellertid fokus framåt, glömde flankerna och att säkra kullarna som skyddade flankerna. Ingen rekognoscering företogs heller. Efter sammanstötning med österrikarna var han tvungen att reitrera. En baktrupp skyddade reträtten och orsakade från utmärkta positioner stora österrikiska förluster. 
Trautenau var emellertid att betrakta som en kostsam pyrrhusseger för Österrike. Preussen var ej slaget. Preussen hade heller inte förlorat genom förluster utan på grund av dålig ledning. Österrike led förluster på 20 procent; alltså förlorade österrikarna 5 000 man mot preussarnas 1 300 man.
Gablenz övergav Trautenau och drog sig till Josephstadt för att undvika cernering från tre håll.